# كركان بالا (مقاطعة فراهان)
كركان بالا (بالفارسية: کرکان بالا) هي قرية تقع في مركزي في إيران. يقدر عدد سكانها بـ 55 نسمة بحسب إحصاء 2016.